# Mud Lake (Terra Nova e Labrador)
Mud Lake é uma pequena comunidade localizada no centro da província de Terra Nova e Labrador, mais precisamente no centro de Labrador, Canadá. No ano de 2021, a sua população era de 54 habitantes. 
Está localizado cerca de 8 quilômetros à leste de Happy Valley-Goose Bay. A comunidade não possui ligação por estradas, sendo o acesso feito por barcos no verão ou snowmobiles durante o inverno, atravessando o rio Churchill. 

## Enchentes de 2017
Em maio de 2017, uma enchente atingiu a comunidade e os moradores tiveram que ser evacuados para Happy Valley-Goose Bay. Muitos moradores fizeram uma ação judicial contra a Nalcor Energy, empresa responsável por uma hidrelétrica no baixo rio Churchill, que seriam os responsáveis pelas inundações. 
Em junho de 2017, os residentes de Mud Lake foram realocados temporariamente para a Base aérea de Goose Bay, até dezembro de 2017. 
Após uma investigação independente conduzida em 2017 pelo KGS Group, chegou-se a conclusão que gelo se formou na foz do rio Churchill em razão de causas naturais, forçando a água transbordar na margem do rio, causando as enchentes na comunidade. 
Em julho 2019, a Suprema Corte de Terra Nova e Labrador permitiu que a ação coletiva realizada pelos moradores contra a companhia de energia desse continuidade. 
Em dezembro de 2022, a Província de Terra Nova e Labrador ofereceu publicamente assistência financeira aos donos de propriedades permanentes para realocação como resultado da inundação. 

## Pessoas notáveis
Elizabeth Goudie, escritora nasceu nessa região em 1902. Seu filho Joseph Goudie, famoso político e ex-apresentador da CBC/Radio Canada, nasceu também em Mud Lake, em 1939. 